# チカソー郡 (アイオワ州)
チカソー郡（英: Chickasaw County）は、アメリカ合衆国アイオワ州の北東部に位置する郡である。2010年国勢調査での人口は12,439人であり、2000年の13,095人から5.0％減少した。郡庁所在地はニューハンプトン市（人口3,571人）であり、同郡で人口最大の都市でもある。

## 歴史
チカソー郡は1851年1月15日に設立され、郡名はアメリカ合衆国南部土着のインディアン部族チカソー族にちなんで名付けられた。チカソー族の酋長にはブラッドフォードがいたが、これが町と郡区の名前に採用された。
1848年に最初の白人開拓者が郡内に入り、1854年から郡の南西隅にあったブラッドフォードの町が最初の郡庁所在地になった。1857年春、郡庁所在地は地理的な中心に近いニューハンプトンに移された。当時はチカソーセンターと呼ばれた。郡政府の最初の事務所は民間の家屋と学校の校舎の中にあった。1865年、初代郡庁舎が建設され、1876年にはこれが拡張されたが、1880年3月26日の火事で全焼した。

## 地理
アメリカ合衆国国勢調査局に拠れば、郡域全面積は505.48平方マイル（1,309.2km2）であり、このうち陸地は504.64平方マイル（1,307.0km2）、水域は0.84平方マイル（2.2km2）であり、水域率は0.17％である。

### 主要高規格道路
| - アメリカ国道18号線 - アメリカ国道63号線 - アメリカ国道218号線 - アイオワ州道24号線 | - アイオワ州道27号線 - アイオワ州道346号線 |

### 隣接する郡
- ハワード郡 - 北
- ウィネシーク郡 - 北東
- ファイエット郡 - 南東
- ブレマー郡 - 南
- バトラー郡 - 南西
- フロイド郡 - 西
- ミッチェル郡 - 北西

## 人口動態

### 2010年国勢調査
以下は2010年国勢調査による人口統計データである。
基礎データ
- 人口: 12,439人
- 人口密度: 10人/km2（25人/mi2）
- 住居数: 5,679軒
- 使用住居: 5,204軒[6]

### 2000年国勢調査

2000人口ピラミッド

以下は2000年国勢調査による人口統計データである。
| 基礎データ - 人口: 13,095人 - 世帯数: 5,192 世帯 - 家族数: 3,644 家族 - 人口密度: 10人/km2（26人/mi2） - 住居数: 5,593軒 - 住居密度: 4軒/km2（11軒/mi2） 人種別人口構成 - 白人: 98.75% - アフリカン・アメリカン: 0.05% - ネイティブ・アメリカン: 0.03% - アジア人: 0.27% - 太平洋諸島系: 0.01% - その他の人種: 0.29% - 混血: 0.60% - ヒスパニック・ラテン系: 0.63% 年齢別人口構成 - 18歳未満: 26.1% - 18-24歳: 6.9% - 25-44歳: 25.6% - 45-64歳: 23.4% - 65歳以上: 17.9% - 年齢の中央値: 40歳 - 性比（女性100人あたり男性の人口） - 総人口: 100.1 - 18歳以上: 96.5 | 世帯と家族（対世帯数） - 18歳未満の子供がいる: 31.9% - 結婚・同居している夫婦: 60.7% - 未婚・離婚・死別女性が世帯主: 6.3% - 非家族世帯: 29.8% - 単身世帯: 26.1% - 65歳以上の老人1人暮らし: 13.7% - 平均構成人数 - 世帯: 2.48人 - 家族: 3.00人 収入と家計 - 収入の中央値 - 世帯: 37,649米ドル - 家族: 44,306米ドル - 性別 - 男性: 30,099米ドル - 女性: 21,309米ドル - 人口1人あたり収入: 18,237米ドル - 貧困線以下 - 対人口: 8.3% - 対家族数: 5.9% - 18歳未満: 9.9% - 65歳以上: 7.7% |

チカソー郡は2000年の国勢調査で失業率が8％となり、アイオワ州では最高になった。しかしこの数字はアメリカ合衆国中西部の多くの郡が直面しているものに比べればまだ低かった。

## 都市と町

### 都市
| - ニューハンプトン - 郡庁所在地 - フレデリックスバーグ - アルタビスタ - バセット - イオニア | - ローラー - ナシュア - ノースワシントン - プロティビン |

### 郡区
チカソー郡は12の郡区に分割されている。
| - ブラッドフォード郡区 - チカソー郡区 - デイトン郡区 - ディアフィールド郡区 | - ドレスデン郡区 - フレデリックスバーグ郡区 - ジャクソンビル郡区 - ニューハンプトン郡区 | - リッチランド郡区 - ステイプルトン郡区 - ユーティカ郡区 - ワシントン郡区 |